# Луанда (провинция)
Луанда (на португалски: Luanda) е провинция, разположена в северозападна Ангола, на брега на Атлантическия океан. Площта ѝ е 2257 квадратни километра и има население от над 1,8 млн. души. Град Луанда освен столица на провинцията е и столица на цяла Ангола.